# Austrotyphlops splendidus
Austrotyphlops splendidus là một loài rắn trong họ Typhlopidae. Loài này được Aplin miêu tả khoa học đầu tiên năm 1998.